# Herbert Beattie
Herbert Wilson Beattie (* 23. August 1926 in Chicago, Illinois, USA; † 25. August 2019 in Colorado Springs) war ein US-amerikanischer Opernsänger (Bass) und Gesangspädagoge.

## Leben
Beattie studierte Gesang bei John Wilcox am zuerst amerikanischen Konservatorium für Musik in Chicago und später bei Dick Marzolo in New York. 1948 führte er seine Studien fort  am Colorado College, 1950 am Westminster Choir College der Rider University, Princeton (New Jersey) und 1955 am Mozarteum in Salzburg. Sein Debüt als Opernsänger hatte er im Oktober 1957 an der New York City Opera in der Rolle des Baron Douphol in Verdis Oper La traviata, wo er auch ein Engagement bis 1972 einging. Ebenso in der Zeit von 1980 bis 1984. Dazwischen sang er an mehreren amerikanischen und europäischen Opernhäusern. Seine besten Rollen hatte er in Darbietungen von Mozart und Rossini.
Neben seiner Karriere als Opernsänger unterrichtete er selbst 1950–1952 an der Syracuse University, 1952–1953 an der Pennsylvania State University, 1953–1958 an der University of Buffalo, der heutigen University at Buffalo, und 1959–1982 an der Hofstra University.